# GLBT History Museum
GLBT History Museum w San Francisco (USA) – założone w 2011 przez GLBT Historical Society w San Francisco. Muzeum znajduje się w centrum miasta, w dzielnicy Castro ściśle związanej z historią ruchu LGBT w Stanach Zjednoczonych i na świecie.
Jest to drugie na świecie samodzielne muzeum poświęcone w całości tematyce LGBT. Pierwszym było założone 25 lat wcześniej berlińskie Schwules Museum. Kuratorami muzeum w San Francisco są: historyk i publicysta Gerard Koskovich, Don Romesburg – profesor Sonoma State University oraz Amy Sueyoshi – profesor San Francisco State University.